# Heriades gibbosus
Heriades gibbosus är en biart som först beskrevs av Heinrich Friese 1909.  Heriades gibbosus ingår i släktet väggbin, och familjen buksamlarbin. Inga underarter finns listade i Catalogue of Life.